# Filhos do Sul
Os Filhos do Sul (em árabe: أبناء العرقوب transliterado Abna'a Al-Orkoub) foram uma pequena e obscura facção terrorista cristã libanesa baseada no sul do Líbano, ativa durante a Guerra Civil Libanesa.

## Atividades (1983-1990)
Supostamente financiado e treinado pelo serviço de inteligência das Forças de Defesa de Israel, os Filhos do Sul foram formados em 1983 e geralmente operavam na região de Jabal Amel perto da 'Zona de Segurança' controlada por Israel. O grupo emergiu em julho de 1984, quando sequestraram o xeque Mohammed Hassan Amin, um importante clérigo xiita do sul do Líbano que as Forças de Defesa de Israel acusaram de incitar ataques de guerrilha contra soldados israelenses e do Exército do Sul do Líbano. Desde este incidente, os Filhos do Sul não foram responsabilizados por novos ataques terroristas ou sequestros e acredita-se que este grupo foi dissolvido em meados da década de 1990, possivelmente por ordem das autoridades israelenses. Eles não estão mais ativos.